# Remivka, Lubnî
Remivka (în ucraineană Ремівка) este un sat în comuna Snitîn din raionul Lubnî, regiunea Poltava, Ucraina.

## Demografie
Componența lingvistică a localității Remivka
     Ucraineană (100%)
Conform recensământului din 2001, toată populația localității Remivka era vorbitoare de ucraineană (100%).